# Strâmbu, Cluj
Strâmbu (în maghiară Horgospataka, în trad. „Pârâul Strâmb”) este un sat în comuna Chiuiești din județul Cluj, Transilvania, România.

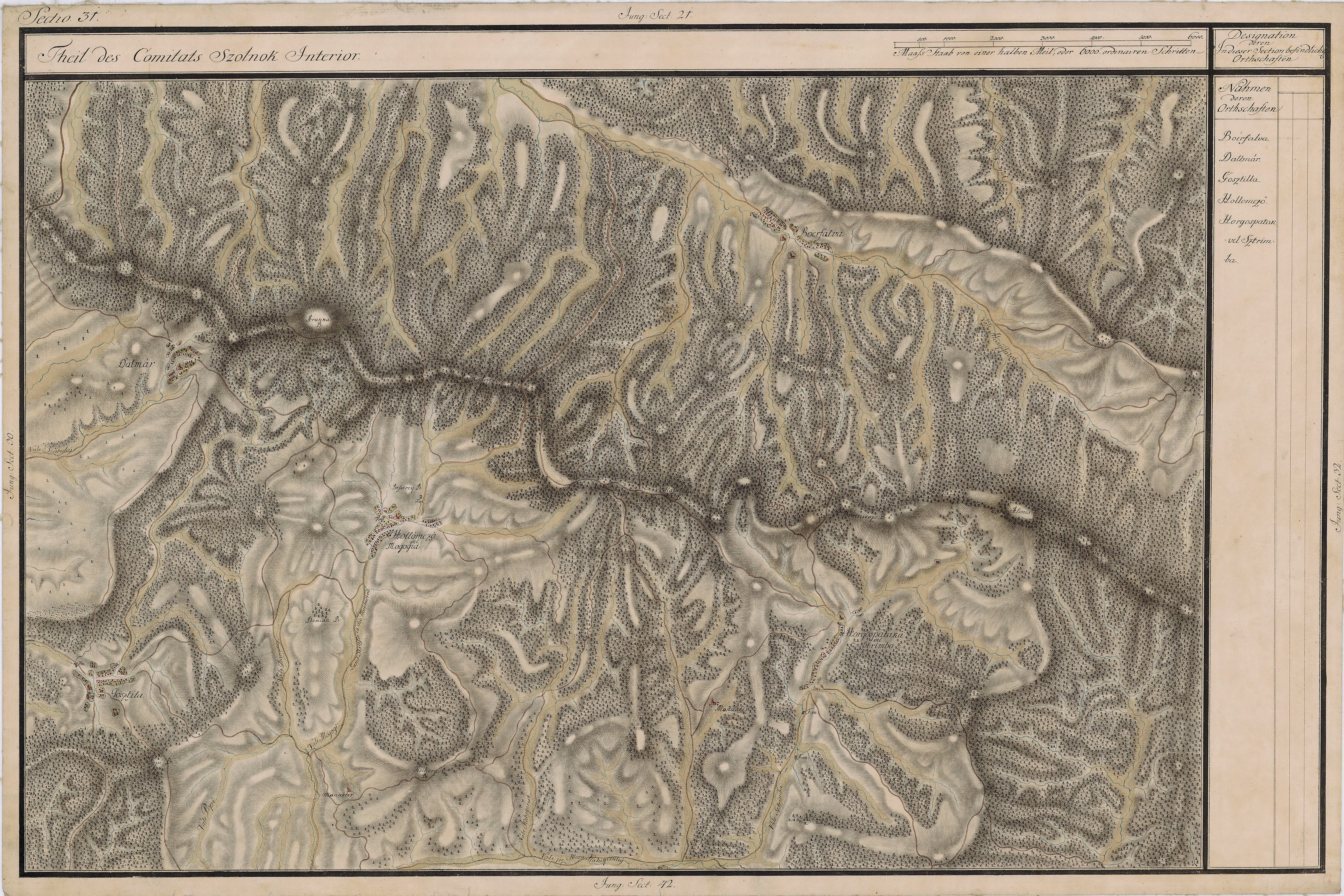
Strâmbu pe Harta Iosefină a Transilvaniei, 1769-1773

## Lăcașuri de cult
- În această localitate a existat în trecut o mănăstire, între timp dărâmată[2].
- Biserica veche din  piatră „Sf. Arhangheli Mihail și Gavril din Deal”, din secolul al XVIII-lea.
- Biserica nouă „Nașterea Sf. Ioan  Botezătorul”, construită în perioada 1970-1975, și sfințită în 1977 de către Arhiepiscopul Teofil Herineanu, al Vadului, Feleacului și Clujului.

## Demografie
La recensământul din 1930 au fost înregistrați 755 locuitori, dintre care 747 greco-catolici, 6 mozaici, 1 baptist și 1 ortodox.

## Personalități
- Ioan Giurgiu Patachi (1680-1727), episcop unit (greco-catolic), s-a născut la Strâmbu.

## Galerie de imagini

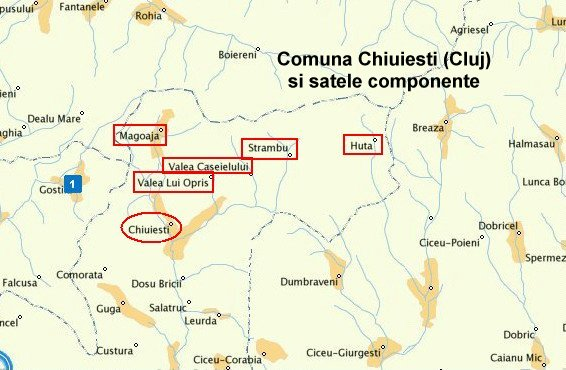
Comuna Chiuiești și satele componente
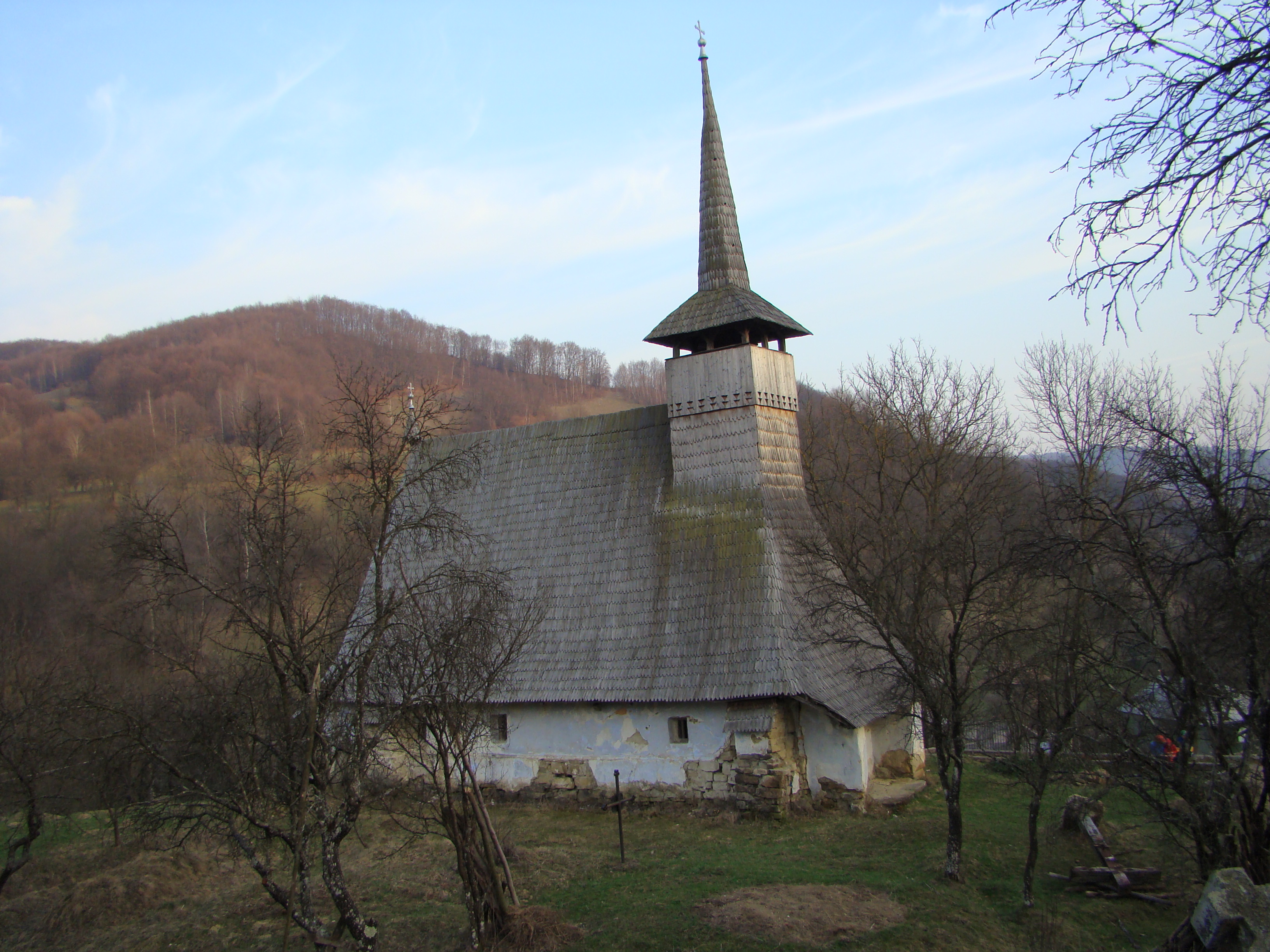
Biserica veche „Sfinţii Arhangheli Mihail și Gavriil”